# Dieta rotacyjna
Dieta rotacyjna – dieta, w której pokarm należący do tej samej rodziny jest spożywany co 4 – 7 dni.

## Zastosowanie
1. Dietę rotacyjną stosuje się po to, aby uniknąć przeciążenia alergenami należącymi do tej samej grupy produktów spożywczych.
2. Dieta rotacyjna redukuje ryzyko wystąpienia alergii na produkty spożywcze, które wcześniej były dobrze tolerowane.
3. Dieta rotacyjna może pomóc w zidentyfikowaniu produktów uczulających.